# جامع سيدي البحري
جامع سيدي البحري واحد من جوامع مدينة صفاقس العتيقة.

## موقعه
يحتل مسجد سيدي البحري موقعا استراتيجيا في المدينة. فهو يفتح على ساحة باب الديوان وعلى نهج القصبة في آن واحد. وعلى بعد بضعة أمتار منه يوجد جامع العجوزين الذي يفتح مباشرة على باب الديوان. وإستراتيجية هذا الموقع تكمن في كونها أعطت للجامع وظيفتين أخريتين إضافة إلى دوره الديني. فمسجد سيدي البحري كان محطة دفاعية  من خلال مراقبة الحركية عبر مدخل المدينة الجنوبية. كما أنه لعب دورا تجاريا تمثل في مراقبة متبادلي العملة وسوق السمك خلال الفترة الحفصية وبالتحديد تحت حكم الأمير الحسن (1526-1574).

## تاريخه
حتى يومنا هذا، فإن تاريخ هذا المعلم يظل مجهولا بنسبة كبيرة. حسب إحدى النقيشتين الموجودتين به، فقد أتم بناءه على يد بعض أفراد عائلة المنيف التي اشتهرت بتضلعها في فن العمارة في صفاقس. والطابع الهندسي لمحرابه يرجح على أن هذا الأمر قد تم في العهد الحفصي.
أما النقيشة الثانية، والتي تعود لأواخر القرن الثامن عشر، فقد شهد باب الجامع ترميما على يد بحارين سنة 1789 خلال فترة حكم الحسينيين، الأمر الذي يؤكد مدى متانة العلاقة بين المسجد والبحارة.
كما تم ذكر المسجد في قائمات جرد المعالم الدينية التي وضعها طلاب المدرسة الحربية بباردو سنة 1875. ونجده مرة ثانية في دفاتر حسابات الأحباس التابعة لأبي عباس النوري.

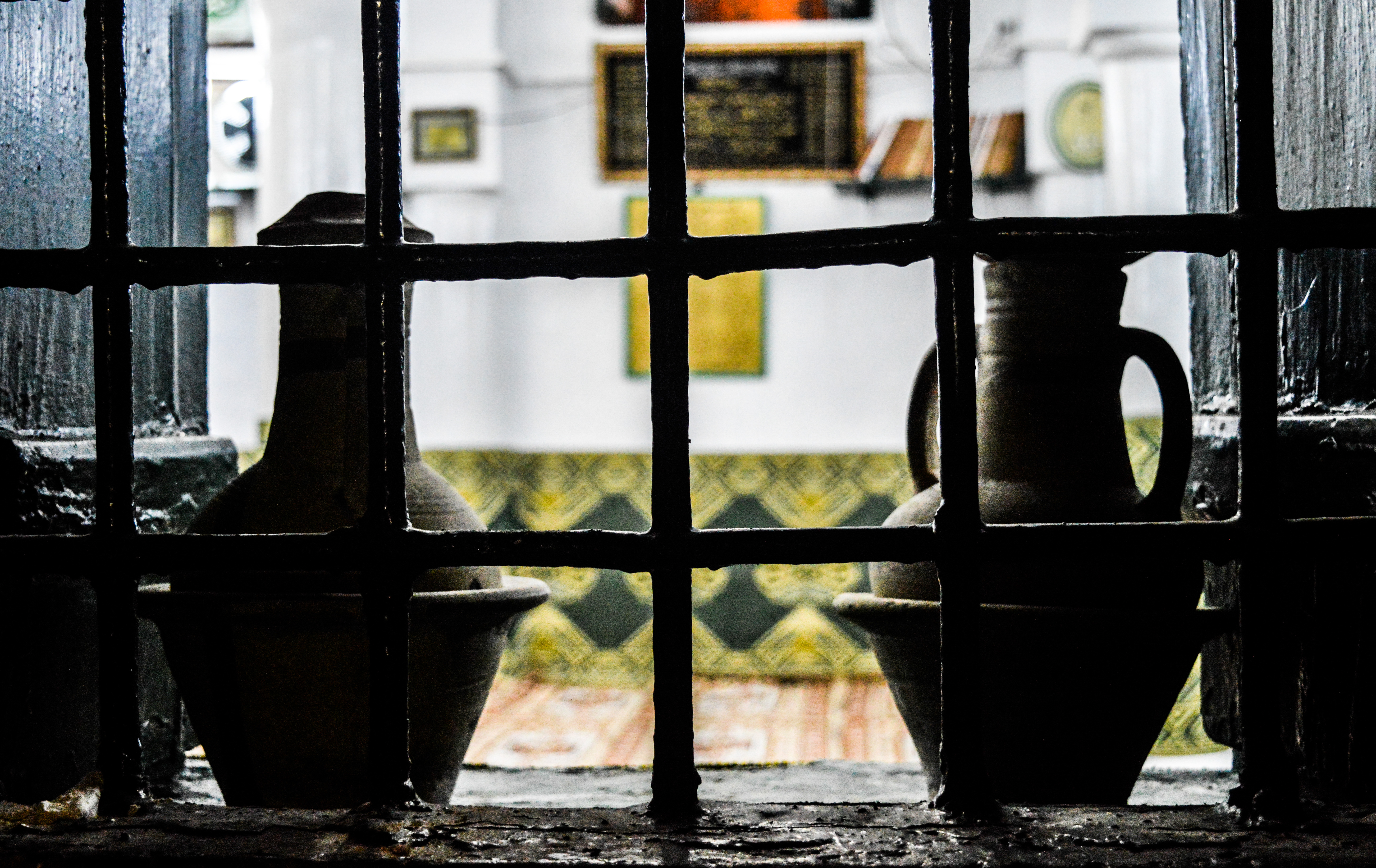
داخل الجامع

## هندسته
يتكون مسجد سيدي البحري من قاعة صلاة واحدة مستطيلة الشكل يبلغ طولها 7.5 أمتار وعرضها 7 أمتار. وبها أٍربعة أعمدة تحمل سقفا مكونا من مجموعة من الأقببة المتقاطعة. وهذه الأعمدة تقسم القاعة إلى ثلاثة بلاطات طولية موازية للقبلة وثلاث أخرى عمودية لها. ولها زخرفة تقليدية محلية يمكن أن نستشعرها في معالم أخرى بالمدينة العتيقة.
إلا أن العنصر الأبرز في هذا المعلم هو واجهته المطلة على الشارع. هذه الأخيرة نجد بها الباب الرئيسي لقاعة الصلاة يتوسط شباكا من جهة الجنوب ومدخل الميضة من الشمال. كما أن المسجد يعرف لمحرابه الجميل والبسيط في آن واحد والذي يشبه بصفة كبيرة محراب قاعة الصلاى بزاوية سيدي علي النوري. فكلاهما لا يوجد به من الداخل زينة على عكس مغلب الجوامع الأخرى.

## النقيشة
"بسم الله الرحمان الرحيم
صلى الله على سيدنا محمد
و على اله وصحبه وسلم تسليما
جدد هذا الباب المبارك
على يد العبد الفقير إلى لله
محمد بن المعلم المرحوم الحاج
علي المنيف غفر الله له ولوالديه
و كان الفراغ منه آوايل

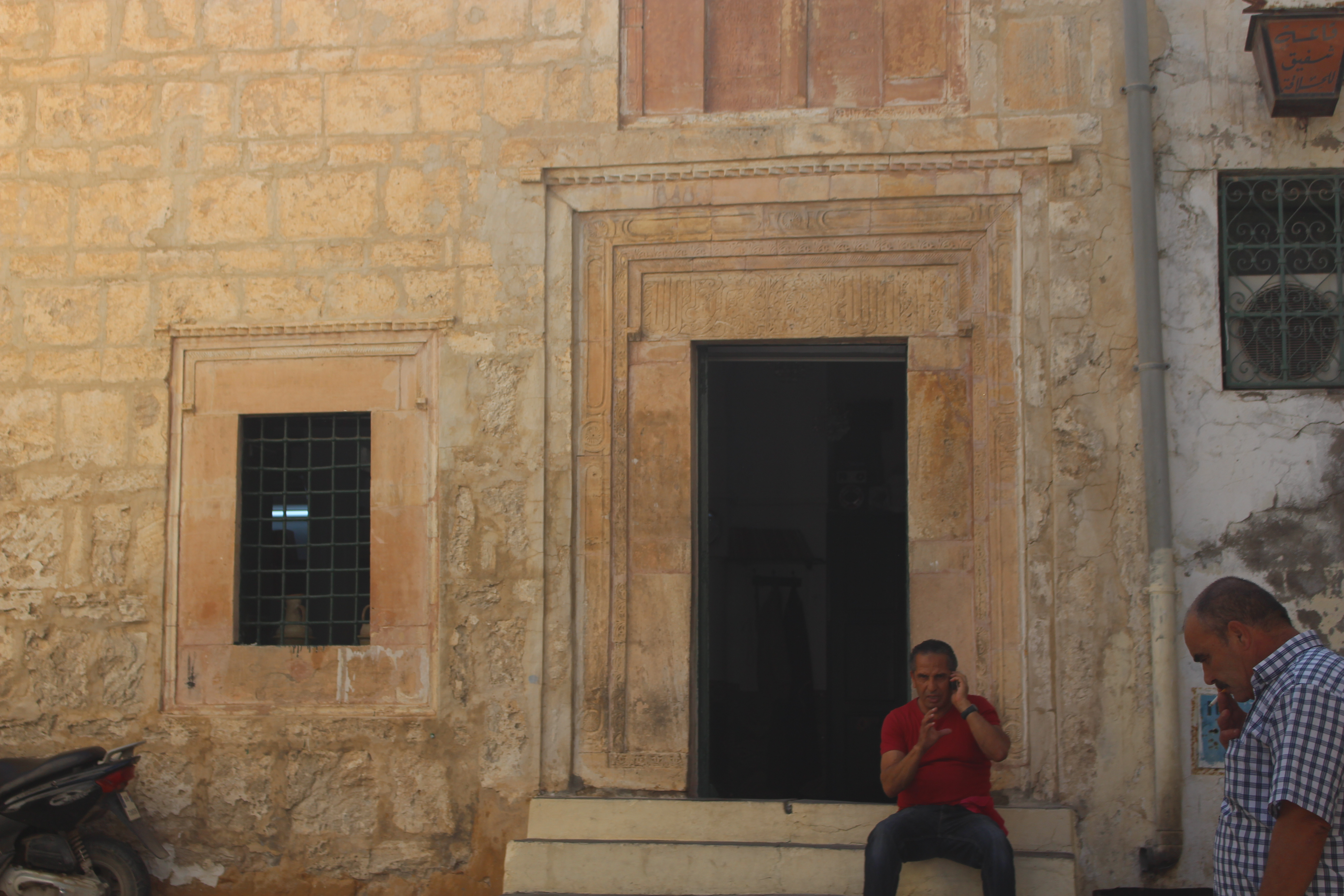
باب الجامع

جماد الثاني من عام ستة وثلاثين وماية وألف".